# General letalskih komunikacijskih enot (Wehrmacht)
General letalskih komunikacijskih enot (izvirno nemško Generalder Luftnachrichtentruppen; okrajšava Gen d Ln) je bil generalski čin (v rangu polnega generala) v nemški Luftwaffe (vojnemu letalstvu) za generale komunikacijske specializacije.
Nižji čin je bil generalporočnik, medtem ko je bil višji generalpolkovnik. V drugi veji Wehrmachta (Kriegsmarine) mu je ustrezal čin admirala, medtem ko mu je v Waffen-SS ustrezal čin SS-Obergruppenführerja.

## Oznaka čina
Oznaka čina generala je bila sledeča:
- naovratna oznaka čina je bila sestavljena iz: velikega zlatega hrastovega venca, znotraj katerega so se nahajali trije pari stiliziranih kril na beli podlagi, pri čemer je bila oznaka obrobljena z zlato vrvico;
- naramenska oznaka čina je bila sestavljena iz štirih prepletenih (zlatih in belih) vrvic in dveh zvezdic, ki so bile pritrjene na rdečo podlago;
- narokavna oznaka čina (na zgornjem delu rokava) za bojno uniformo je bila sestavljena iz ene zlate črte, nad katero so se nahajali trije pari zlatih stiliziranih kril na modri podlagi.

Galerija
- Naovratna oznaka čina
- Osnovna naramenska oznaka čina
- Narokavna oznaka čina

## Seznam generalov letalskih komunikacijskih enot
- Friedrich Fahnert (1879–1964)